# Scarabaeus viettei
Scarabaeus viettei är en skalbaggsart som beskrevs av Renaud Maurice Adrien Paulian 1953. Scarabaeus viettei ingår i släktet Scarabaeus och familjen bladhorningar. Inga underarter finns listade i Catalogue of Life.

## Bildgalleri

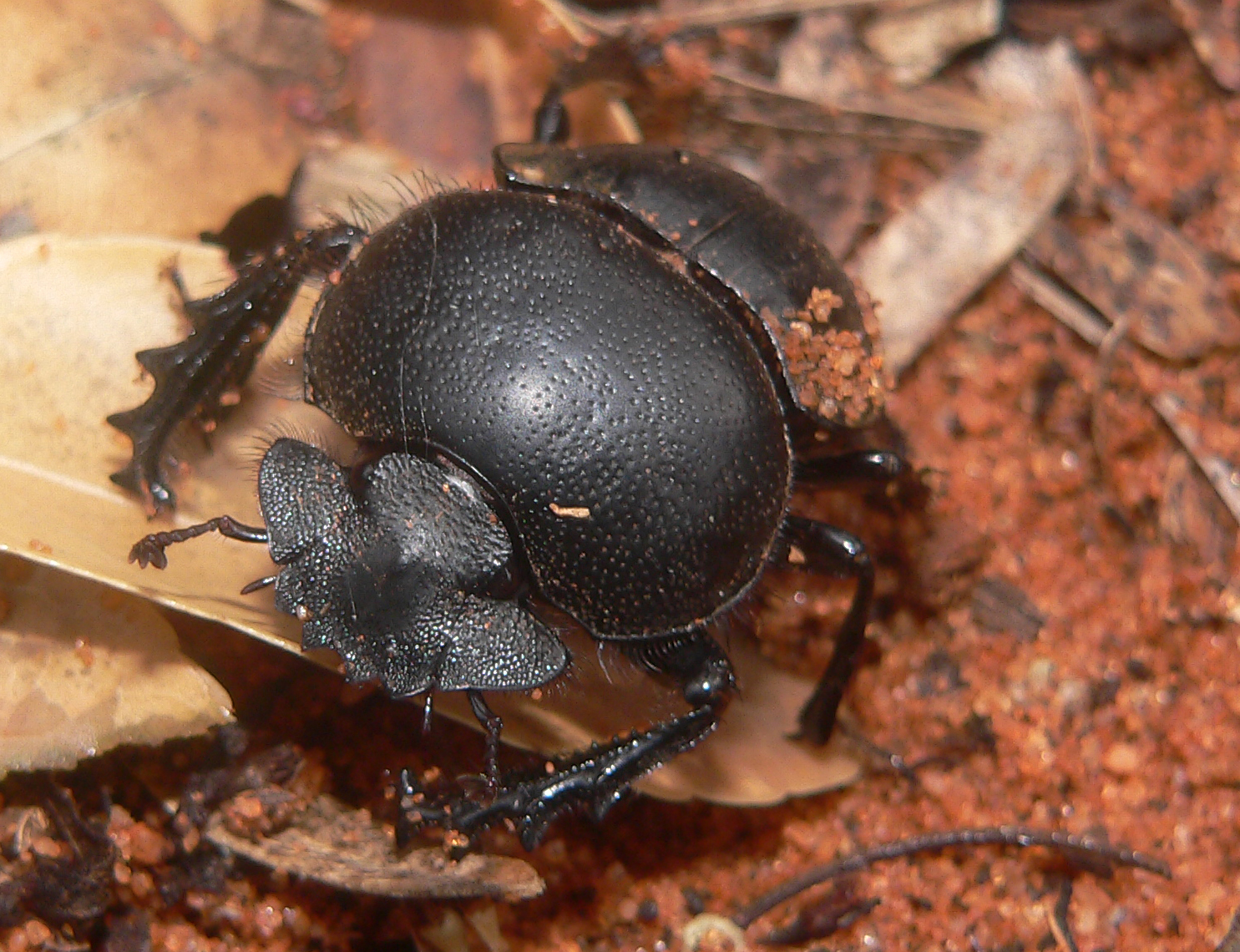
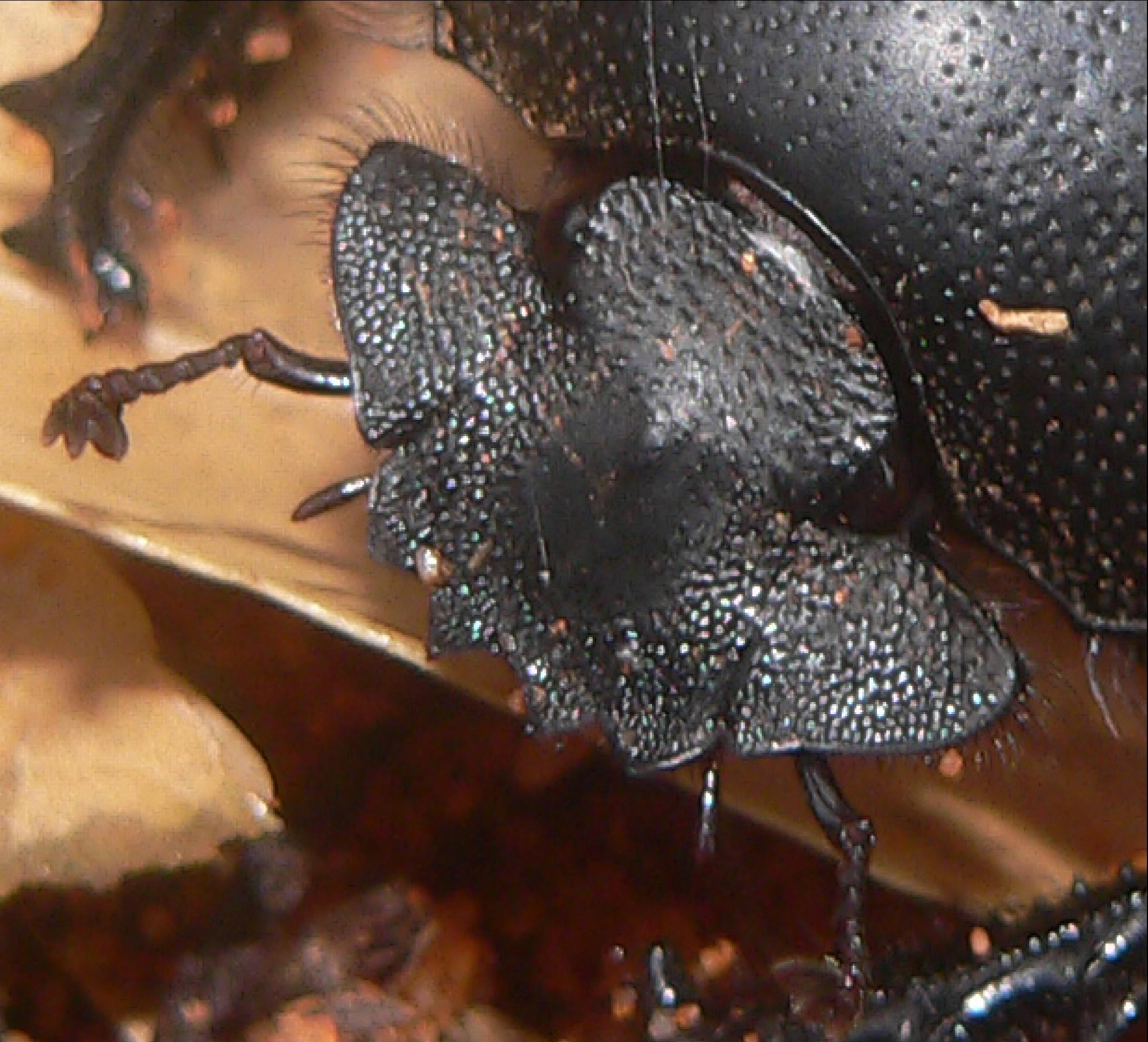